# Старе місто (Прага)
Старе́ мі́сто Пра́ги (чеськ. Staré Město, нім. Prager Altstadt) — один із історичних давніх районів столиці Чехії міста Праги, у теперішньому середмісті.
Празьке Старе місто було відокремлено від решти поселення напівкруговим ровом і муром, з'єднаним із Влтавою на обох його кінцях. У теперішній час на місці рову пролягають вулиці (перераховуються з півночі на південний захід): Револучні (Revoluční), На Пршикопі (na Příkopě), та Національна (Národni), яка власне є офіційною межею кадастрового району Старе Мєсто. Зараз він розташований у міському районі Прага 1. 
Після того, як Прага була розширена в XIV столітті за правління короля Карла IV, а са́ме — було засноване Нове Мєсто, невдовзі рів та мури Старого Мєста були демонтовані. 
Відомі місця празького Старого міста — Староміська площа з її Староміською ратушею й Празькими курантами, а також празьке гетто Йозефов (чеськ. Josefov) зі Староновою синагогою. Уздовж Влтави у Старому місті розташована Мала Страна (чеськ. Malá Strana). Ці дві частини поєднує Карлів міст. Йозефов розташований у північно-західній частині Старого міста (поблизу, але не доходячи до Влтави).

## Історія
Від само́го початку свого існування, приблизно ІХ століття, Старе місто розвивалось як поселення на березі Влтави навколо ринкової площі. Згідно зі свідченнями, що датуються близько 1100 роком, щосуботи на ринковій площі вирувала торговиця, тут же влаштовувалися різноманітні військові збори. 
1172 року було збудовано перший кам'яний міст через Влтаву — романський міст королеви Юдити (чеськ. Juditin most, Юдитин міст).
Завдяки торгівлі купці прилеглих вулиць багатіли, і коли король Вацлав I у 1232 році надав Старому містові привілеї, власне й почалася історія міста Праги. Згідно з давніми літописами, на той час місто мало 13 брам і велику греблю, яка захищала міщан. 
1338 року збудовано Староміську ратушу. А через десятиліття (1348) королем Карлом IV був започаткований Карловий університет і закладено Нове місто, що задумувалось для поєднання Старого міста й Вишеграду. Незабаром після цього староміські мури були розібрані, а рів — засипаний (на його місці виникла вулиця На Пршикопі). Ще менше ніж за десятиліття, 1357 року був закладений другий кам'яний і найвідоміший на сьогодні празький міст — Карлів. Цей міст завдовжки 516 м і завширшки 9,5 м будували під керівництвом знаменитого архітектора Петера Парлера на місці знесеного повінню Юдитиного мосту. Він також був добре укріпленим: для контролю за переправою у 1380-х роках звели Староміську передмостову башту. У само́му ж Старому місті побудували Староміську ратушу, яку почали зводити в останній чверті XIV-го і завершили вже у XV столітті.
У 1-й половині XV століття Старе місто було втягнуте в Гуситські війни. 1422 року тут забили радикального очільника гуситів Яна Желівського (Jan Želivský). А у 1458 році тут же проголосили чеським королем лояльного до гуситського руху Їржі з Подєбрад.
У 1621 на Староміській площі відбулась публічна страта 27 чеських панів, у тому числі 17 шанованих міщан, що взяли участь у Ставівському спротиві проти Габсбургів. 
1631 року до Праги всторглися війська протестантської Саксонії. 
У 1648 році Старе місто оборонялося від шведського війська. 
У 1784 році об'єднанням окремих історичних частин Праги, зокрема і Старого міста, утворилося головнє місто Прага — чеська столиця.
Станом на 2006 рік площа катастрового району Старе місто становить 1,29 км², а населення — 10,2 тисячі осіб.

## Галерея

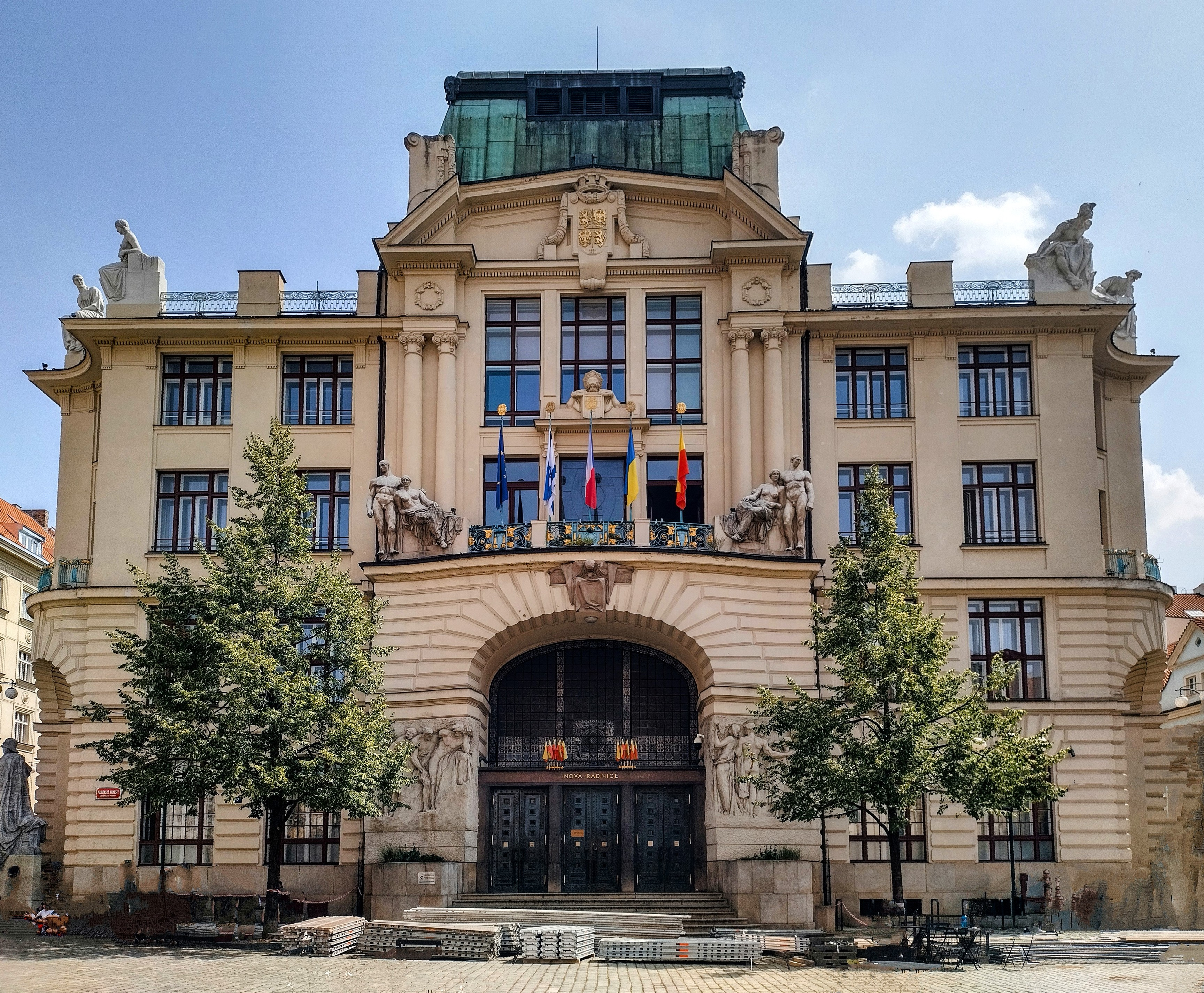
Празька ратуша
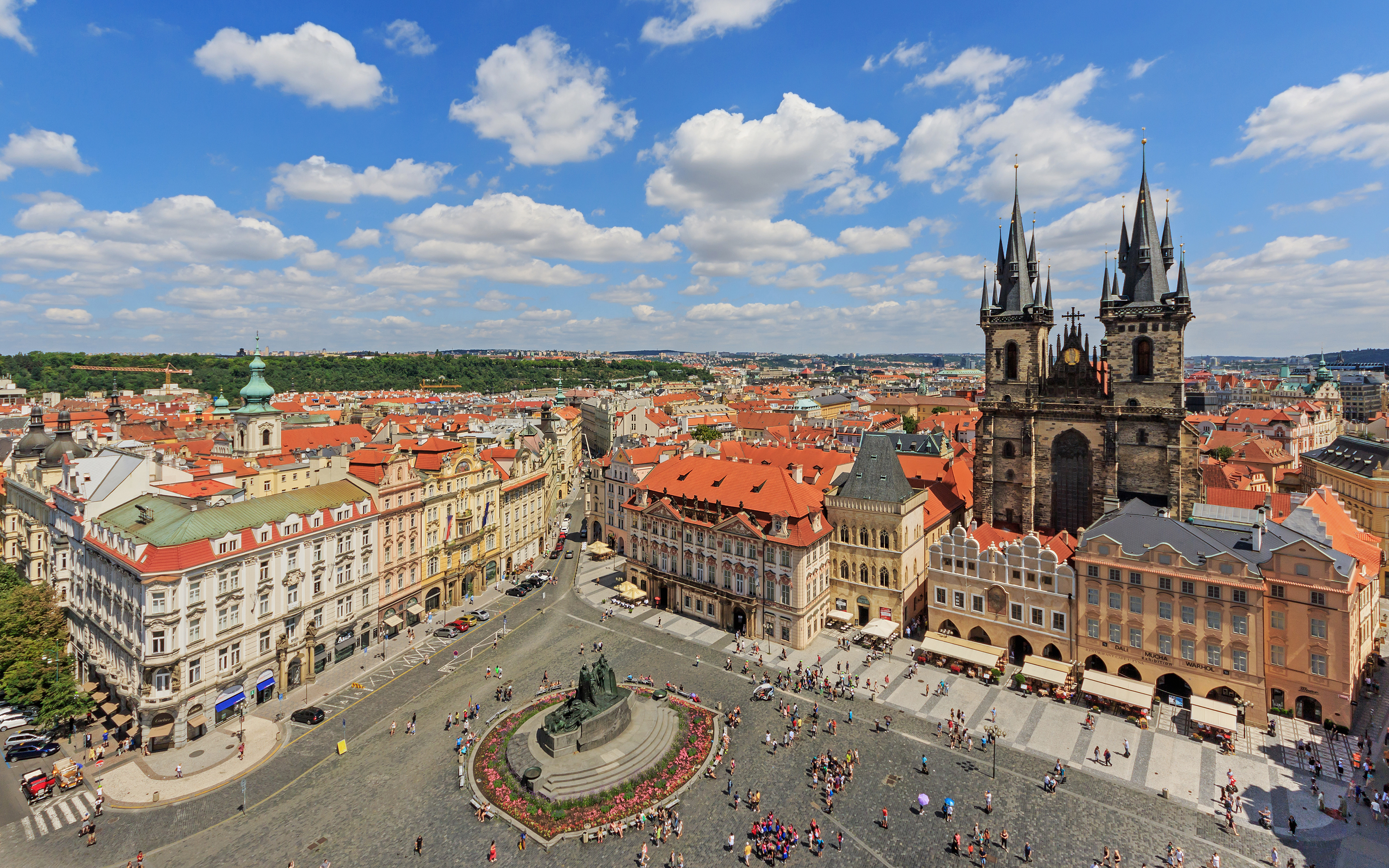
Староміська площа
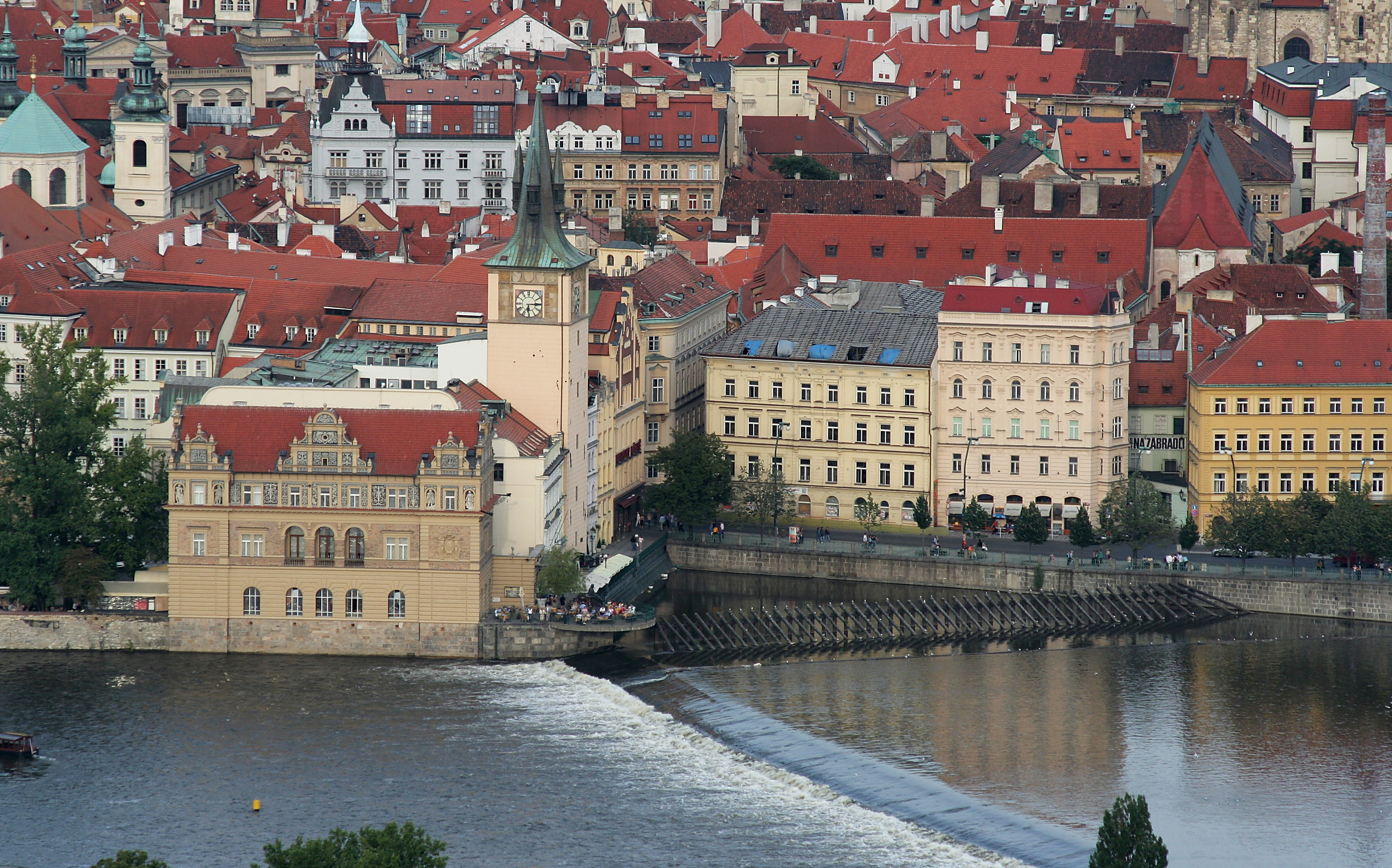
Краєвид на Старе місто з боку Влтави

## Виноски
1. ↑  archINFORM — 1994.
2. ↑  Český statistický úřad https://www.czso.cz/csu/czso/vysledky-scitani-2021-otevrena-data
3. ↑  Вечерський В. В. Курс історії архітектури країн Східної Європи., К.: АртЕк, 2007, стор. 229-230